# トレードオフ
トレードオフ（英: trade-off）とは、何かを得ると、別の何かを失う、相容れない関係のことである。平たく言うと一得一失（いっとくいっしつ）である。対義語は両立性（コンパチビリティ、英: compatibility）。トレードオフのある状況では具体的な選択肢の長所と短所をすべて考慮した上で決定を行うことが求められる。

## 経済学
経済学の基本概念である希少性は、様々な経済現象を引き起こす。そして、トレードオフも、その一つである。何が必要であり何が必要でないかを検証する経済学では、トレードオフの関係を明らかにすることが重要となる。
また、トレードオフで、選択しなかったことによる損失を「機会費用」と呼ぶ。
ベンジャミン・フランクリンは、「時間は貨幣」すなわち「時は金なり」という格言で、経済学のいう機会費用の考え方を表現している。

## 日常生活での例
トレードオフは日常の至る所に存在している。
人間が経験するもっとも基本的なトレードオフは、「時間をどう使うか」というものである。たとえば、与えられた時間を使って、芝刈りをすることもできるし、より儲かること、またはより楽しいことすることもできる。「時は金なり」である。楽しいことだけに時間を使った場合、当然のことながらお金がなくなってしまう。一般的には、ある状況で固定できるのは、3つのうち2つのみであるとされている。限られた資金で品質を上げるには、大量の時間が必要となる。
製品設計は、消費者を満足させる形状と、競争力を保つために価格を抑える必要性とのトレードオフで決まる。「安い」と「よいもの」は、本来両立しない二律背反であるが、用途を限定することで両者の関係は近づけることができる。

### 水道事業の例
水の流量を考える。太い水道管を用いると、たくさんの水を流すことができる。しかし、その反面、管の費用は高くなり、送水ポンプの圧力も高くなる。そのため、それに必要な費用も大きくなる。逆に、水道管を細くすると、送水に必要な費用は少なくて済むが、少ない量の水しか流せなくなる。このように、水量の多さを重視すると費用が犠牲になり、費用の安さを重視すると流せる水の量が犠牲になるという関係にある。したがって、流せる水量の多さと費用の安さは、トレードオフの関係にあると言える。
山間部や都市部などでは、どの程度の水量が必要か(これを需要と呼ぶ)を適切に見極めて、水道管の太さと費用を決定する。季節の変化も含めて、需要の予測を誤ると、水量が多すぎた場合は費用のかかりすぎた過剰な設備となり、結果的にはお金の無駄遣いとなる。逆に水量不足の場合はさらに別の水道管を敷く工事の必要が生じたり給水車を出す必要が生じたりして二度手間となり、結局割高になってしまう場合もある。

### 鉄道の駅の数と所要時間の例
鉄道の駅の数と所要時間もトレードオフの関係にある。駅の数を増やすほど駅を利用しやすい人が多くなり、また、目的地に近い駅で降りられるようになる。反面、駅での停車時間や加速・減速で低い速度で走行している時間が増えるため、平均速度が下がり、移動に時間がかかるようになる。
逆に、所要時間を短くしようとすれば、急行列車のように途中の駅を通過させたり、高速鉄道のように駅の数自体を少なくしたりする必要が生じ、利用できる人が制限されたり、目的地に近い駅がない状態になったりする。
地上設備の改良（最高速度の引き上げ、曲線改良工事など）や高性能車輌を導入することによって解決できる場合もあるが、工事費や車輌の製造コストが相当に高価であるため、今度は経営上のトレードオフが発生する。

### 音や映像のデータ圧縮に要する時間と品質の例
パソコンの分野で、たとえば、音のデータをMP3などに、あるいは、映像（動画）のデータをMPEG-2やH.264などに圧縮・変換するといったことがしばしば行われる。音や映像の圧縮（エンコード）では、データフォーマットのみが規定されており、どのような方法を用いてデータをエンコードするかはアプリケーションごとに自由にまかされている。そのため、同じパソコンを使用しても、アプリケーションによって品質やエンコードの時間に違いがある。
音や映像のエンコードに要する時間と品質もトレードオフの関係にある。品質を上げようとすれば、たくさんの計算を必要とする装置になりやすく、エンコードに要する時間が増大する。逆に、エンコードに必要な時間を短くしようとすると、データを走査する処理をなるべく省いたり、細かい計算を省略するなどの工夫を行うため、品質が劣化しやすくなる。このように、同じ処理能力をもつ装置でソフト的にも冗長（アルゴリズム的に見て無駄）な処理を行っていない条件で、エンコードの品質を重視すると時間が犠牲になりやすく、処理時間を重視すると品質が犠牲になりやすくなる。
音や映像のエンコードでは使用する用途による制約も受ける。パソコンによるエンコードでは、品質を重視するかあるいは処理時間を重視するかをアプリケーション開発者もユーザも自由に選択することができ、比較的制約がゆるい。一方、ビデオカメラや放送の送信機器のように実時間以内に必ずエンコードを完了しなければならない用途では、実時間以上にエンコードの時間を増やすことができない。品質と時間の両方をいいところ取りしようとすると、より高い計算能力をもつ処理装置が必要になり、業務用機器のように非常に高価なものになる。また、ビデオカメラでは、高い計算能力をもつ処理装置を使用すると今度は消費電力が大幅に上昇し、これを補うためにバッテリの容量を増やすと今度は重量が増大するといった別の問題も生じ、電源コンセントで使用する据え置き型の機器に比べてさらに厳しい制約を受ける。これらは、時間と品質とは別に、処理性能対コスト、処理性能対消費電力、処理性能対重量のトレードオフの関係にある。このように、使用する目的や条件とさまざまなトレードオフを考慮に入れながら、何を重視しどのようにバランスをとるかを取捨選択していく。

## 政治・経済での例
多くの経済問題にトレードオフの関係が見られ、「失業率の低下と物価上昇」「福祉への公的支援の拡大と国民の税負担の増加」「経済成長率の高まりと環境破壊の進行」といった例がある。公的支援については税負担の軽減のみならず、真に公的支援を必要とする者に対して、確実に支援が受けられるよう審査等を甘くすると、公的支援を受ける資格のない者が不正に支援を受ける可能性が高くなり、逆に不正支援を排除するために審査等を厳しくすると、真に公的支援を受けなければならない者までもが排除され、支援を受けられなくなる可能性が高くなってしまう。このため、これも一種のトレードオフの関係にあると言える。
失業とインフレーションとの間にも、フィリップス曲線を描く関係がある。
「効率性と公平性のトレードオフ」とは「効率性・生産性を上昇（低下）させれば、公平性が低下（上昇）する」という力学であり、実際の経済政策を評価するときには、これを意識しなければならない。

### 政府の租税に見られる例
税制全体は、単一の税目のみではなくいくつかの税目から成り立っており、それぞれの税目にはそれぞれの長所があるとともに何らかの問題点も持っている。税収が特定の税目に依存しすぎると、その税目の課税対象となる人々の負担感が過重になるなどの問題点が出てくるため、全体として偏りのない税体系を選択していくことが必要であるとされる。世界の税制においては複数の税が組み合わされている。「税制の三大原則」としては「公平」「中立」「簡素」が求められているが、それぞれはトレードオフの関係になる場合もある。

## 特定の領域でのトレードオフ
トレードオフは工学の分野で重要となる。例として電気工学では増幅回路にネガティブ・フィードバックを用いることで、利得との交換に周波数特性の向上や利得の安定性、雑音への耐性、非線形歪みの低減などの利点を得ることができる。
計算機科学ではトレードオフの利用が重要となる。例えば、キャッシュを利用することでキャッシュの格納領域を犠牲にしてCPUの処理時間を減らすことが可能になる（時間と空間のトレードオフ）。状況によってはコンパイラが高い時間性能のためのコードのインライン展開と空間性能のための実行時の関数呼び出しの両方を利用できる場合があり、プログラマは時間と空間のどちらの性能を重視するかを決定できる。また、実行速度が重要でないのなら、開発速度を速くすることができる。時間や空間性能を最適化すると、開発サイクルが長く複雑になっていく。
戦略性のあるボードゲームにはほとんど常にトレードオフが現れる。麻雀における和了確率と放銃回避確率、囲碁における地と厚み、将棋やチェスにおけるマテリアルアドバンテージとポジショナルアドバンテージ、モノポリーにおけるカラーグループの独占と被独占回避、などが例である。
卓球のラケットの面積は規定がないため大きく出来るが、俊敏性を失う。また、その逆では得られる俊敏性の割にボールを捉える面積が狭くなるため不利になるトレードオフの関係である。

## 生物の場合
動物が卵を産む場合、子孫が確実に残せるためには卵は多い方が良いと考えられる。他方で、卵は大きい方が生存率は高くなるから、そうあるべきである。しかし、利用できるエネルギーには限りがある以上、卵を大きくすれば数を作るのは困難になる。したがってこの両者はトレードオフの関係になる。両者の勘案で産卵数と大きさが決まる。ここで、おそらくはその結果として得られる子の数が最大になるようにそれらが決められるはずだ、というような考えをとるのを最適化モデルという。また、繁殖戦略におけるひとつの考え方として、数を犠牲にして大きい卵を産んで生存率を上げる戦略と、小さくても多数の卵を産んで生き残りを図る戦略の2つの方向が存在するという説がある。前者を大卵少産戦略、後者を小卵多産戦略という。また、これに近い概念にr-K戦略説がある。

## 注意点
目先のトレードオフばかりに集中しすぎると、細かいことに気をとられすぎて、より重要な考え方とのトレードオフを見失うことがしばしばある。トレードオフは狭い事象の中でぎりぎりまで詰めて考えるものではなく、先を見通す予測の他、安全性などのマージン確保や必要な冗長化という別の視点があることを忘れてはならない。